# 高橋昌也 (オウム真理教)
高橋 昌也（たかはし まさや）はオウム真理教の信者。同姓の高橋克也とは血縁関係はない。

## 概要
大阪府出身。1987年に府立高校を卒業し、大阪工業大学に進学するも中退し、出家する。1994年の松本サリン事件ではサリン噴霧装置を担当したほか、第七サティアン建設も担当した。